# Curutié
Rabo-espinhoso-de-queixo-amarelo ou curutié (nome científico: Certhiaxis cinnamomeus) é uma espécie de ave da família dos furnarídeos encontrada no Novo Mundo tropical, de Trinidad e sul da Colômbia até Argentina e Uruguai. É encontrado no Brasil inteiro, exceto certas porções da Amazônia. Mede cerca de 15 cm.

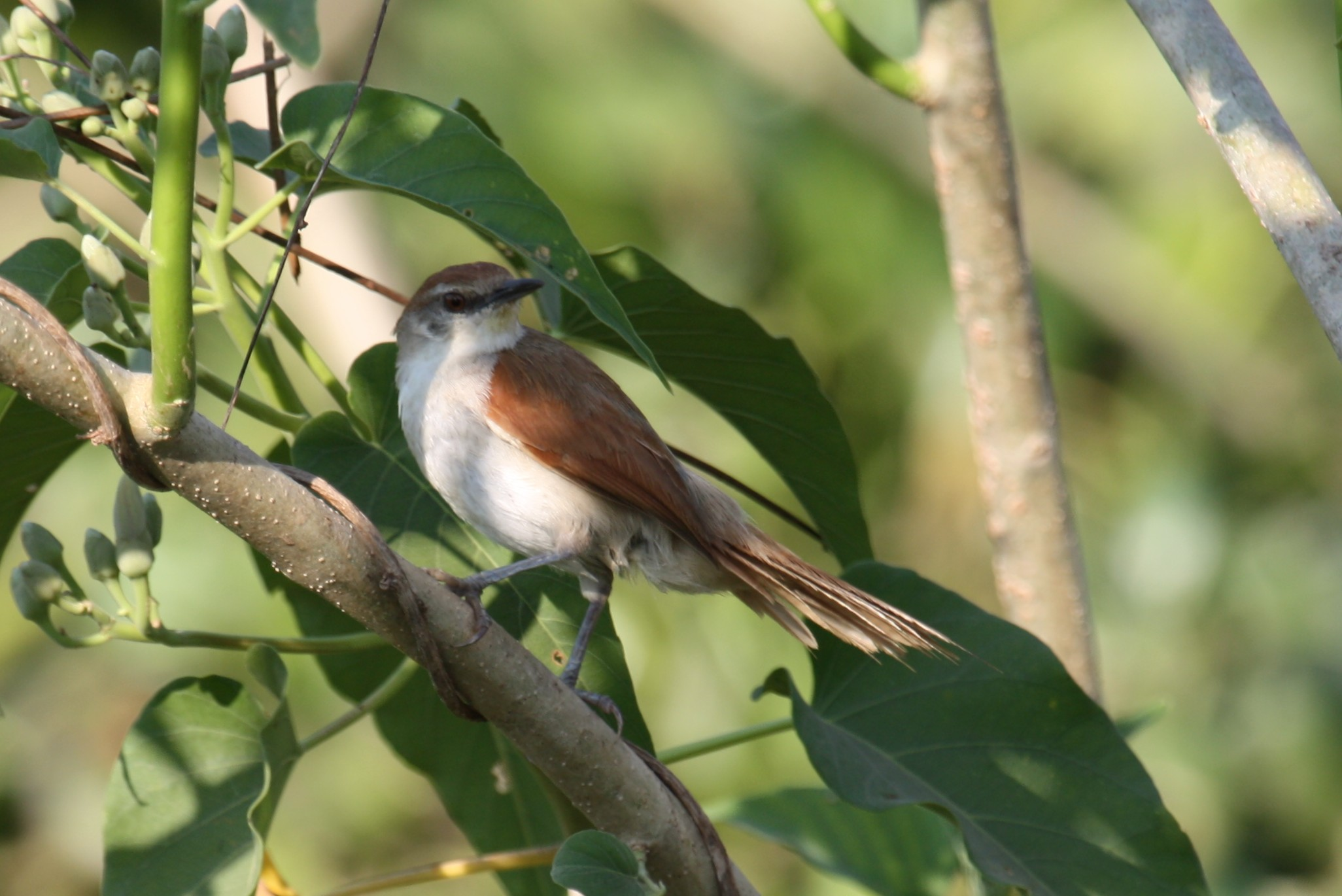
No Brasil